# Johann Theobald von Weibnom

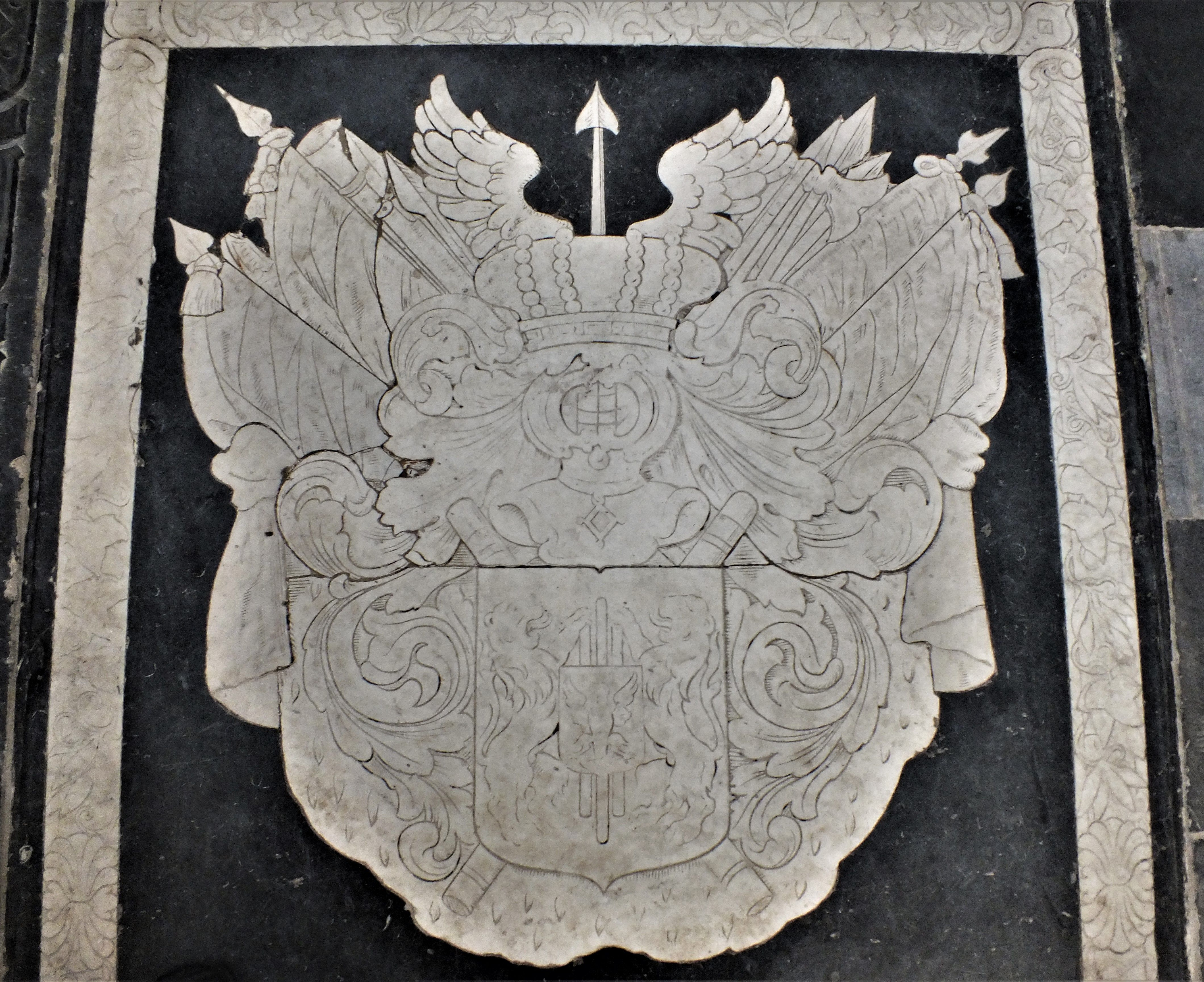
Grabplatte Weibnoms in der Grote Kerk (Breda) mit seinem Wappen

Johann Theobald Weibnom (* unbekannt; † 23. Februar 1691 in Den Haag) war ein lothringischer Kavallerie-Offizier. Er stand in Diensten zunächst des Herzogtums Lothringen und seit 1672 der Vereinigten Niederlande, zuletzt von 1678 bis zu seinem Tod 1691 als Generalleutnant der Kavallerie und Gouverneur der Stadt Breda.

## Leben
Seine Geburt und Herkunft liegen im Dunkeln. Der äußerst knappe Eintrag des Totenbuchs bei der Waisenschreiberei Breda verzeichnet zum 19. März 1691 die Beisetzung des „edlen Herrn Weibnom, General und Gouverneur“, ohne weitere Angaben. Seine noch vorhandene Grabplatte in der Grote Kerk in Breda ist oben mit seinem Wappen geziert, der für die Inschrift vorgesehene Teil ist leer. Unmittelbar nach Weibnoms Tod vermerkte Constantijn Huygens Junior, Sekretär des Königs von England, Schottland und Irland und Statthalters der Niederlande Wilhelm III., am 27. Februar 1691 in seinem Tagebuch, Herr Gendt habe ihm gesagt, Weibnom sei ein Sohn des „alten Herzogs von Lothringen“ gewesen. Die in französischer Sprache verfassten Memoiren des Herrn von B., der ihn persönlich gekannt hatte, charakterisieren ihn als einen vermögenden Mann ungewisser Herkunft, Lothringer und katholischer Konfession. Auch die Ansicht, dass Weibnom womöglich einfachen Verhältnissen entstammte, findet sich frühzeitig. Die Memoiren des Herrn von B. erzählen auch, Weibnom habe im Krieg ein Auge verloren, wie und wann dies geschah, bleibt ungesagt.
Der Name Weibnom, wie er selbst mehrfach signierte, findet sich zeitgenössisch variiert als Weybnum, Weybnom, Weibenom, Webbenum, Wibbenum und ähnlich. Ein zu dem Namen passendes Bauerndorf Webenheim (im 17. Jahrhundert Weibenheim) in Pfalz-Zweibrücken wies keinen Adelssitz auf; es ist keine adlige oder nichtadlige Familie oder Person bekannt, die sich nach dem Ort benannte, ja nicht ein einziger weiterer Träger des Namens Weibnom. So bleibt der Bezug zwischen dem Namen des Ortes und dem Namen des Generals vage. Friedrich Wecken vermutet einen künstlich geschaffenen Namen.

### Einnahme von Landstuhl 1668

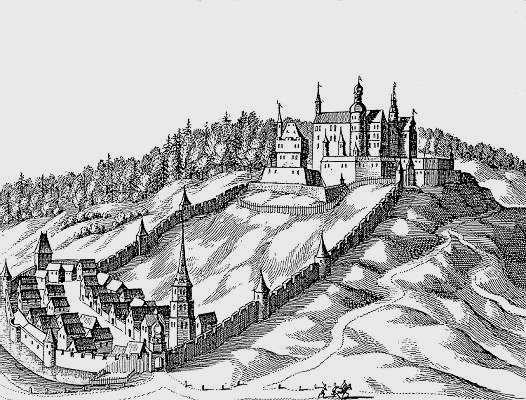
Ansicht von Landstuhl nach Matthäus Merian um 1645

Nach Ende des Dreißigjährigen Kriegs hielt Herzog Karl IV. von Lothringen und Bar wegen offener Geldforderungen an das Reich die festen Plätze Homburg, Landstuhl und Burg Hammerstein besetzt. Kurfürst Karl Ludwig von der Pfalz ließ das von Lothringen besetzte Städtchen Landstuhl (etwa 40 km von Webenheim entfernt) in der Nacht zum 12. August 1668 überfallen. Dabei wurde der Obrist Webenheim, Baron d'Aspremont, in Diensten des Prinzen von Vaudémont von den Truppen des Kurfürsten am Kopf verwundet, „doch ohne Lebensgefahr“, und gefangen genommen. Ein Brief des Kurfürsten vom folgenden Tag und eine Druckschrift berichten darüber. Der Verwundete wurde wohl nach Kaiserslautern gebracht, da ein Wirt und Krankenpfleger noch 1674 unerstattete Verzehrkosten des Obersten Weibenstein aus dem Jahr 1668 reklamierte. Aus der Korrespondenz des Kurfürsten ergibt sich weiter, dass ihn der Obrist Webenheim (Webenem) als fürstlich lothringischer Deputierter am 14. März 1670 in Mannheim aufsuchte. Noch im gleichen Jahr, im Sommer 1670, besetzte Frankreich Lothringen und Bar und vertrieb den Herzog Karl IV. aus seinem Land. Der Titel eines Baron d'Aspremont für Weibnom wird in der Folge nicht mehr genannt. Bemerkenswert ist, dass Herzog Karl IV. von Lothringen und Bar 1665 in dritter nicht legitimer Ehe Marie-Louise d'Aspremont, die 14-jährige Tochter des Grafen von Aspremont, geheiratet hatte, und dass 1668 zwei Brüder des Grafen von Aspremont unter den gefangenen Offizieren waren.

### Niederländische Dienste 1672
Die in französischer Sprache verfassten Memoiren des Herrn von B., der Weibnom persönlich gekannt hatte, teilen mit, Weibnom sei mit spanischen Hilfstruppen unter dem Kommando des Prinzen von Vaudémont, des Sohnes Herzog Karls IV. von Lothringen und Bar aus der zweiten nicht legitimen Ehe, in die Niederlande gekommen und von diesem dem Prinzen von Oranien als bewährter und vertrauenswürdiger Offizier empfohlen worden. Weibnom habe sich schon bald unentbehrlich gemacht und für höchste Stellungen qualifiziert. Er schwor am 18. Oktober 1672 als Rittmeister in niederländische Dienste auf und erhielt als Colonel am 24. Oktober 1672 ein Regiment.
Die Vereinigten Niederlande standen 1672 im Holländischen Krieg einer übermächtigen Allianz aus Frankreich, England, Schweden und Verbündeten gegenüber. Oberst (Colonel) Weibnom wurde ab 29. Oktober 1672 als Verbindungsoffizier zu dem Kurfürsten Friedrich Wilhelm von Brandenburg, dem zunächst einzigen Verbündeten der Niederlande, an den Rhein geschickt, und hielt sich bis Anfang Januar 1673 in der Rhein-Main-Gegend auf.
Der ehemalige Heidelberger Universitätsrektor Johannes Friedrich Böckelmann schrieb am 24. März 1673 aus Leiden in den Niederlanden dem blinden Ferdinand von Degenfeld, dem Schwager des Pfälzer Kurfürsten, er habe mit dem Obristen Webenheim (Webenheimb), der hier in hohem Ansehen stünde, schon manche Flasche Bacharacher Weines geleert.
1674 war Weibnom Brigadier der Reiterei und zeichnete sich in der Schlacht bei Seneffe gegen die Franzosen aus; im Dezember 1675 war er (Wachtmeister-)General. Am 23. September 1675 wurde er zum Generalmajor befördert. 1677 kämpfte er in der Schlacht bei Cassel gegen die Franzosen. 1677 befehligte er 3000 Reiter.

### Gouverneur von Breda 1678

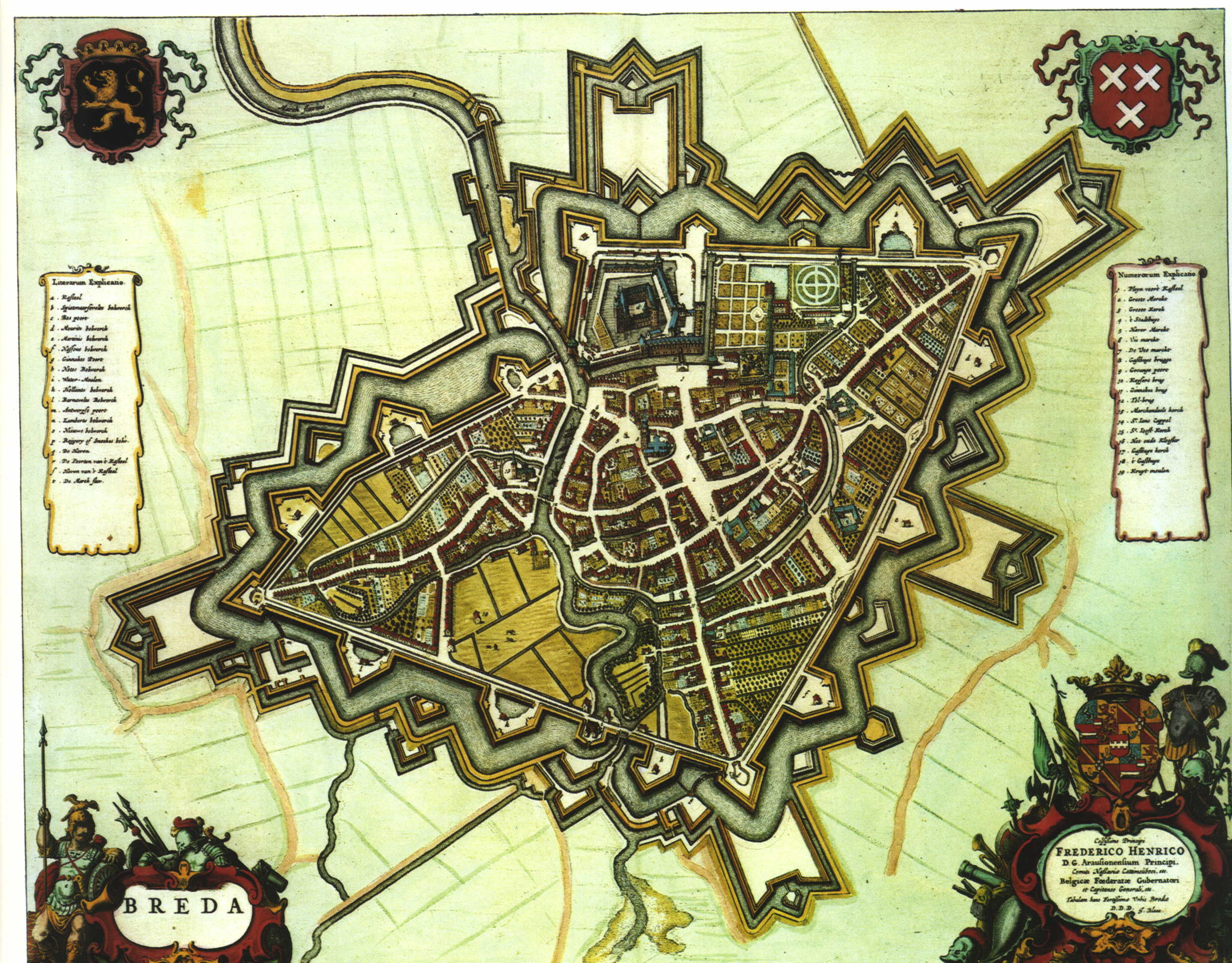
Die Festung Breda im Jahr 1652

Mit seiner Ernennung zum Generalleutnant der Kavallerie und zum Gouverneur der Stadt Breda erreichte er am 1. Dezember 1678 seinen höchsten Rang. In den folgenden Jahren findet sich sein Name häufig in den Akten der Stadt Breda und der Notare von Breda. Als letzte Schlacht, an der Weibnom Anteil hatte, wird die Schlacht bei Fleurus 1690 aufgeführt.

### Lehnsnehmer von Kleinbardorf 1687

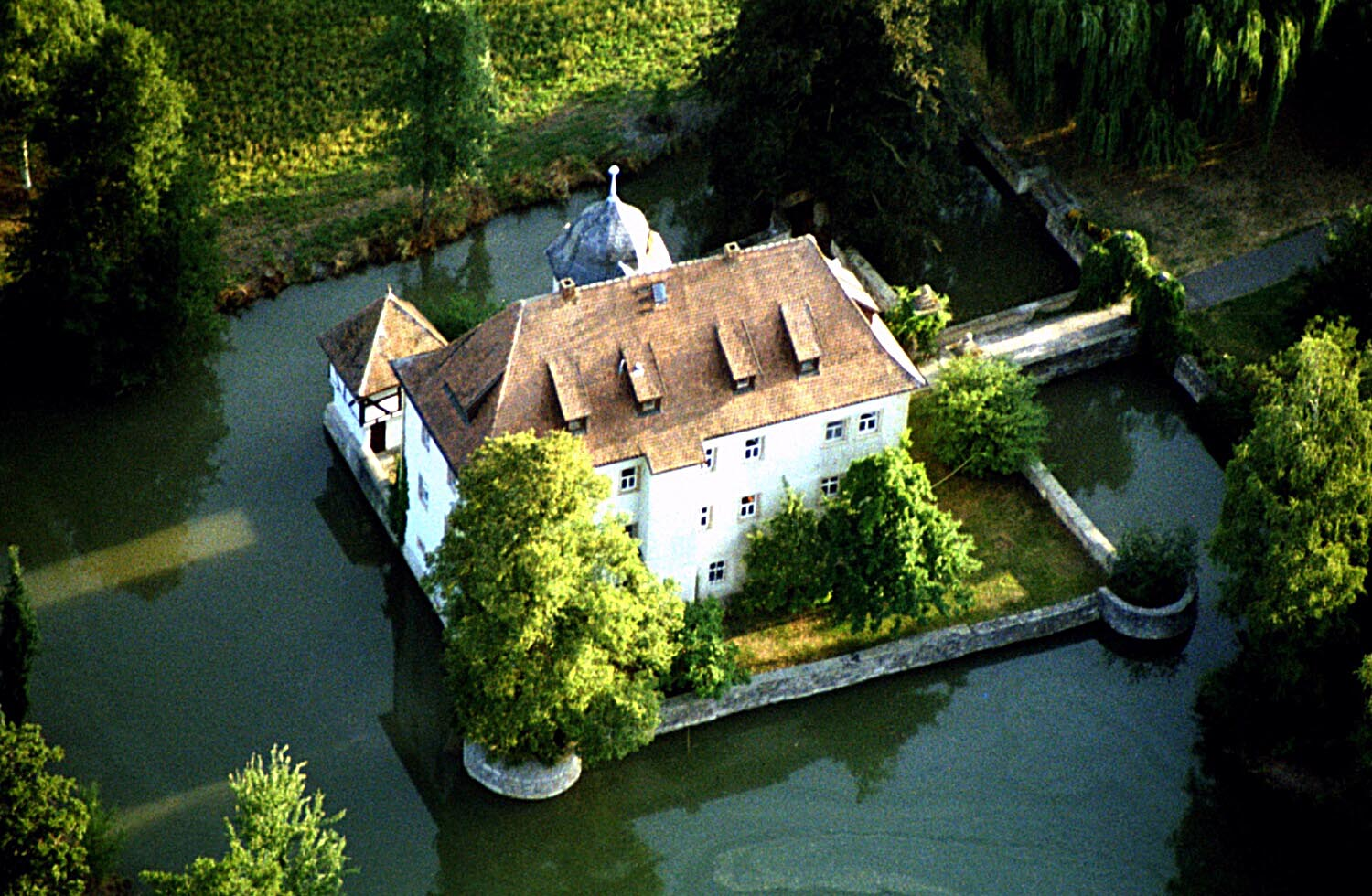
Wasserschloss Kleinbardorf 2004

Um sich einen sicheren Altersruhesitz weit entfernt von den in der zweiten Hälfte des 17. Jahrhunderts durch dauernde Kriege bedrohten Grenzregionen zu schaffen, kaufte er am 23. Juni/3. Juli 1687 auf Anregung des befreundeten Hans Eyrich, Freiherrn von Münster, für 17.000 Reichstaler Schloss und Herrschaft Kleinbardorf in Franken, ließ sich von dem Bischof von Würzburg damit belehnen und trat in die Ritterschaft des Ritterkreises Franken ein. Der Bischof von Würzburg nahm bei Weibnom ein Kapital von 20.000 Reichstalern in bar zu 5 % jährlicher Verzinsung auf. Anlässlich des Lehnsvertrags heißt es, der Käufer sei „unverheiratet“ und „ohne Mannserben“. Bei seinem Tod 1691 wurde dies erneut bestätigt; er hinterließ allerdings außer seinen Mobilien in Kleinbardorf eine Haushälterin, mit der er ein dreijähriges Söhnlein erzeugt hatte, das bald nach ihm starb.

### Tod in Den Haag 1691
Der König von England, Schottland und Irland und Gouverneur der Niederlande Wilhelm III. von Oranien kam Ende Januar 1691 aus England nach Den Haag und wurde dort mit großen Feierlichkeiten empfangen. Weibnom reiste nach Den Haag und gastierte bei dem General Meinhard von Schomberg, dem Schwiegersohn des Pfälzer Kurfürsten, als er am 15. Februar 1691 (neuen Stils) durch einen Schlaganfall niedergestreckt wurde. Er verstarb acht Tage später, am 23. Februar 1691. Die Beisetzung erfolgte unter großer Prachtentfaltung am 13. März 1691 in Breda im Chor der Grote Kerk.

## Nachlass
Das riesige Vermögen des „unverheiratet“ und „ohne Mannserben“ verstorbenen Gouverneurs war zu verteilen. Es befand sich zum Teil in Breda, zum Teil in Kleinbardorf, weswegen an beiden Orten die jeweilige Regierung aktiv wurde. Ein Testament wurde weder hier noch dort gefunden, ebenso wurden keine Verwandten des Gouverneurs ermittelt, die ihn hätten beerben können. Schon unmittelbar nach seinem Tod und noch vor seiner Beisetzung meldeten die Zeitungen, er habe einen Teil des Nachlasses dem König von England, Schottland und Irland und Gouverneur der Niederlande Wilhelm III. von Oranien vermacht, Ländereien im Wert von 60.000 Kronen an Herzog Karl von Lothringen und 40.000 Kronen in Geld an Prinz Karl Thomas, den Sohn des Prinzen von Vaudémont. Der landlose Herzog Karl V. von Lothringen war zu dieser Zeit bereits verstorben. Das Lehen Kleinbardorf fiel als erledigtes Mannlehen dem Bischof von Würzburg heim, der gegen den Widerstand des Freiherrn von Münster auch die in Kleinbardorf befindlichen Mobilien des Gouverneurs von beträchtlichem Wert einziehen ließ. Eine Stiftung von 6.000 Reichstalern ging anlässlich seines Todes an die Pfarrei Kleinbardorf.
Der auf 20 Millionen Gulden geschätzte Nachlass wurde mangels Erben rechtskräftig von Wilhelm III. von Oranien eingezogen. In der Folge meldeten sich nun vielfach vermeintliche Erben, angebliche Nachkommen von Geschwistern des Gouverneurs, und zwar nicht über Jahre und Jahrzehnte, sondern hartnäckig über Jahrhunderte. Neben Familien aus Lothringen und aus Webenheim trat seit 1717 besonders eine Familie aus Baden hervor, die in einem am 21. Dezember 1626 im rheinhessischen Kettenheim geborenen Theobald Metzger den späteren Gouverneur sehen wollte. Die badischen Ansprüche wurden 1717 noch von Markgraf Karl von Baden-Durlach als dem Landesherrn der Metzger-Erben unterstützt. Im 19. Jahrhundert forderte die großherzoglich-badische Regierung dann mehrfach mittels öffentlichen Bekanntmachungen die Bürger dazu auf, der längst verjährten und abgelegten Erbsache nicht weiter nachzujagen. Die vermeintliche Millionenerbschaft ließ sich aber nicht aus der Welt schaffen und brachte diesbezügliche Schreiben, Akten, Zeitungsanzeigen und Druckschriften in großer Zahl hervor. Zahlreiche unkritische Schriften vermischen den Namen des Säuglings von 1626 Theobald Metzger mit dem Namen des Gouverneurs von 1678 Johann Theobald von Weibnom zu einem neuen Namen Johann Theobald Metzger von Weibnom, den es in dieser Form nie gab.

## Wappen

Wappen von Johann Theobald von Weibnom

In Rot zwei gegenüberstehende goldene Löwen, die mit den Vorderpranken je eine blaue Stange vor sich halten, getrennt durch eine dritte, etwas längere blaue Stange. Auf der Grabplatte findet sich zusätzlich ein Adler unbekannter Tingierung im Herzschild.
Versuche aus dem Wappen auf den Wappenträger, seine Herkunft, seinen Stand oder dergleichen zu schließen, blieben erfolglos.

## Belege
1. ↑  Stadtarchiv Breda (Niederlande), Weeskamer Breda, Bron: boek, Deel: 65, Periode: 1690–1693, 19. März 1691, folio 11r. Online
2. ↑  Friedrich Wecken, Weibnom-Metzger, S. 11
3. 1 2 3  Frederik Jan Louis Krämer, Mémoires, S. 104–106
4. ↑  Friedrich Wecken, Weibnom-Metzger, S. 11 f.
5. ↑  Friedrich Wecken, Weibnom-Metzger, S. 12
6. ↑  Stadtarchiv Breda (Niederlande), Notariële archieven Breda, Bron: akten, Deel: 0234, Periode: 1688–1690, 16. August 1688, Archivnummer 38. Online.
7. ↑  Friedrich Wecken, Weibnom-Metzger, S. 20
8. 1 2  Friedrich Wecken, Weibnom-Metzger, S. 49
9. ↑  Wilhelm Ludwig Holland (Hrsg.): Schreiben des Kurfürsten Karl Ludwig von der Pfalz und der Seinen. Bibliothek des Litterarischen Vereins in Stuttgart, Band 167, Tübingen 1884, S. 193
10. 1 2  Relation Auß Lautern vom 23. Augusti 1668. wie es mit Eroberung beeder Schlösser und Oerter Landstuhl und Hoheneck hergangen, [ohne Verfasser und Ort], 1668, unpaginiert, zu Aspremont S.[2],[4]. Online
11. ↑  Heinrich Herzog: Kaiserslautern 1651–1681. Bürger Hintersassen, Ortsfremde, Soldaten, Flüchtlinge und andere Personen., Kaiserslautern 1986, S. 126 Nr. 3483.
12. ↑  Wilhelm Ludwig Holland (Hrsg.): Schreiben des Kurfürsten Karl Ludwig von der Pfalz und der Seinen. Bibliothek des Litterarischen Vereins in Stuttgart, Band 167, Tübingen 1884, S. 387–389
13. 1 2  Friedrich Wecken, Weibnom-Metzger, S. 8
14. ↑  Heinrich Peter (Hrsg.): Urkunden und Actenstücke zur Geschichte des Kurfürsten Friedrich Wilhelm von Brandenburg, Band 3, Berlin 1866, zu Weibnom S. 278, 321–324, 326, 328, 329–333, 337, 339–348, 351, 369, 371, 816 (Index).
15. ↑  Wilhelm Ludwig Holland (Hrsg.): Schreiben des Kurfürsten Karl Ludwig von der Pfalz und der Seinen. Bibliothek des Litterarischen Vereins in Stuttgart, Band 167, Tübingen 1884, S. 480
16. 1 2  Friedrich Wecken, Weibnom-Metzer, S. 15–19
17. ↑  Friedrich Wecken, Weibnom-Metzger, S. 7
18. ↑  Die Europäische Relation, Ausgabe Nr. 18 vom 5. März 1691, aus Brüssel vom 4. Marty. Online
19. ↑  Vgl. auch Artikel Metzger Theobald [gen. Webnom Metzger] in der Datenbank Saarland Biografien
20. 1 2  Friedrich Wecken, Weibnom-Metzger, S. 51

| Personendaten    | Personendaten                        |
| ---------------- | ------------------------------------ |
| NAME             | Weibnom, Johann Theobald von         |
| ALTERNATIVNAMEN  | Weibnom, Johann Theobald             |
| KURZBESCHREIBUNG | lothringischer Kavallerie-Offizier   |
| GEBURTSDATUM     | 16. Jahrhundert oder 17. Jahrhundert |
| STERBEDATUM      | 23. Februar 1691                     |
| STERBEORT        | Den Haag                             |